# 朱煥彪
朱煥彪(1893-1991)字子斑，范潮洲人，毕业于南京法政大学，同盟会会员，1931年任保定地方法院院长後調任河北高等法院第三分院院、上海地方法院首席检察官，秉公执法，案无留续，其仿“阅鼓听政”古制，设置申告铃，以随时受理案件之法被司法部通令褒奖。1948年选为如亲国大代表，1949至1952年期间为台湾首任检察总长，晚年发起组织台北市如皋同乡会并出任理事长，享年98岁。

## 生平
朱焕虨早年曾在如皋師範学习。

1936年7 月曾任江蘇上海地方法院檢察處首席檢察官。

1942年11月，重庆国民政府司法行政部电令，由朱焕虨接替盛世弼担任已迁至溧阳的江苏高等法院院长。1949年至1952年，朱焕虨在台湾任最高法院檢察署檢察長。